# Clara Serra
Clara Serra Sánchez (Madrid, 13 de septiembre de 1982) es una filósofa, investigadora, escritora y expolítica española especializada en feminismo. Fue diputada por Podemos en la Asamblea de Madrid entre 2015 y 2019 y, posteriormente y hasta el 2019, por Más Madrid. Desde 2020 colabora como investigadora en la Universidad de Barcelona, centrándose en los temas de la construcción y representación de las identidades y en los estudios sobre la masculinidad, así como en la cuestión del consentimiento en el contexto de la libertad sexual desde un planteamiento político y filosófico.

## Biografía
Nacida en 1982 en Madrid. Es hija de Fernando Serra y hermana de Isa Serra, exdiputada en la Asamblea de Madrid por Podemos y Más Madrid.
Clara Serra se licenció en Filosofía por la Universidad Complutense de Madrid, posteriormente realizó un Máster en Estudios Avanzados de Filosofía y otro en Estudios Interdisciplinares de Género. Durante esta época participó en las protestas contra el Plan Bolonia y en el movimiento estudiantil contra la mercantilización de la universidad y en defensa de la universidad pública. Una vez licenciada ejerció de profesora de instituto enseñando filosofía durante seis años hasta que fue elegida diputada de la Asamblea de Madrid. Asimismo, ha sido colaboradora honorífica en la Universidad Complutense participando en seminarios y cursos académicos.
Comenzó a participar en Podemos desde los primeros pasos del proyecto, como miembro del círculo de feminismos de Madrid, pasando luego a ser elegida consejera ciudadana estatal en la asamblea estatal de Vistalegre. El 15 de noviembre de 2014 fue nombrada responsable del Área de Mujer e Igualdad –posteriormente Área de Igualdad, Feminismos y Sexualidades– del Consejo Ciudadano estatal de Podemos.

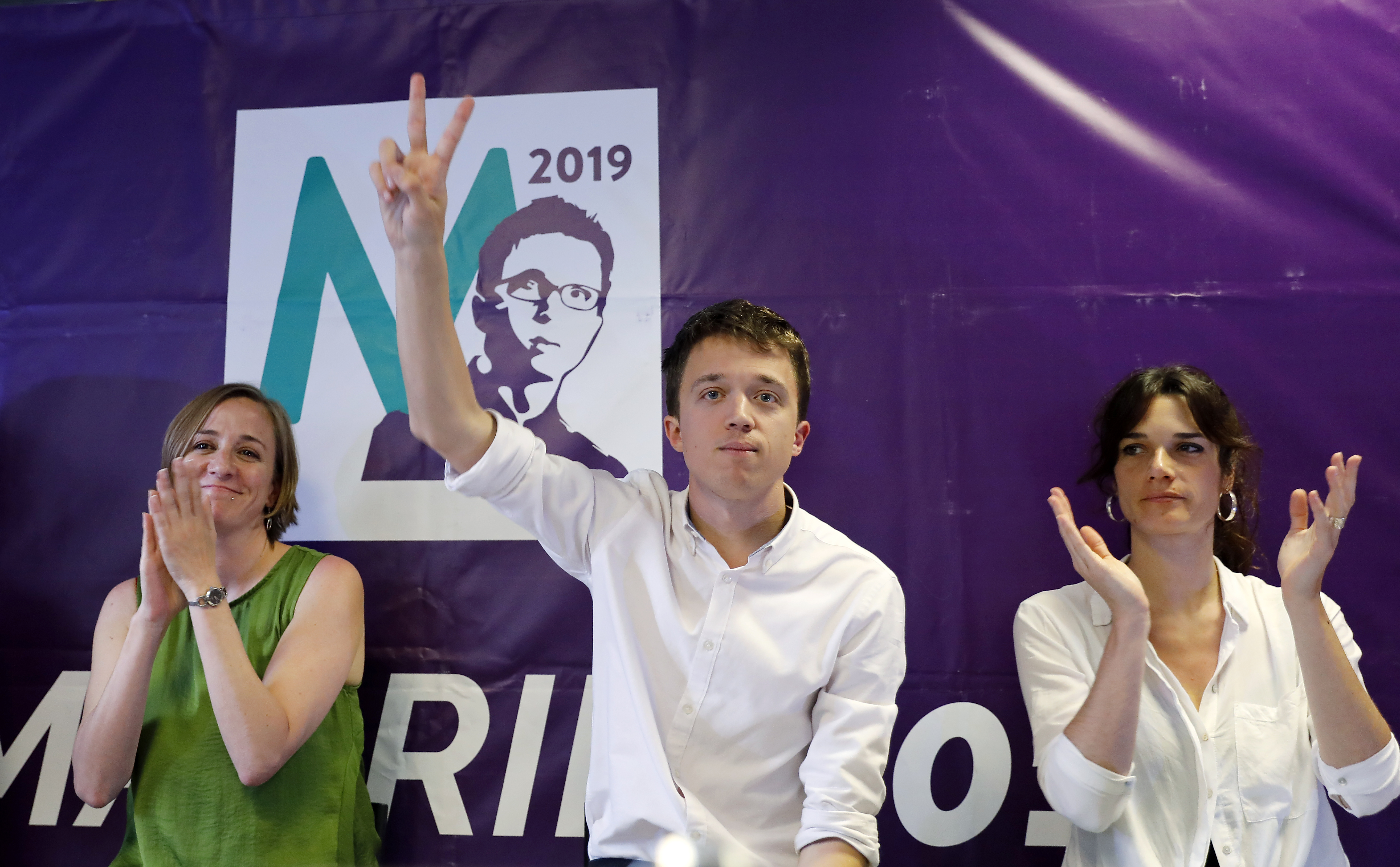
Junto a Tania Sánchez e Íñigo Errejón en 2018.

Fue elegida diputada de la Asamblea de Madrid en las elecciones a la Asamblea de Madrid de 2015. Su hermana pequeña, Isabel, también fue elegida diputada de la misma legislatura. Posteriormente, Clara Serra fue designada presidenta de la Comisión de Mujer y vocal de la Comisión de Sanidad.
Después de la renuncia de Lorena Ruiz-Huerta a la portavocía del Grupo Parlamentario de Podemos en la Asamblea, Serra fue elegida dentro de los miembros del grupo para reemplazarla.
Se la consideró alineada con los planteamientos de Íñigo Errejón, hasta que rompió con él por diferencias políticas cuando este dio el salto a la política nacional en octubre de 2019.

## Trayectoria

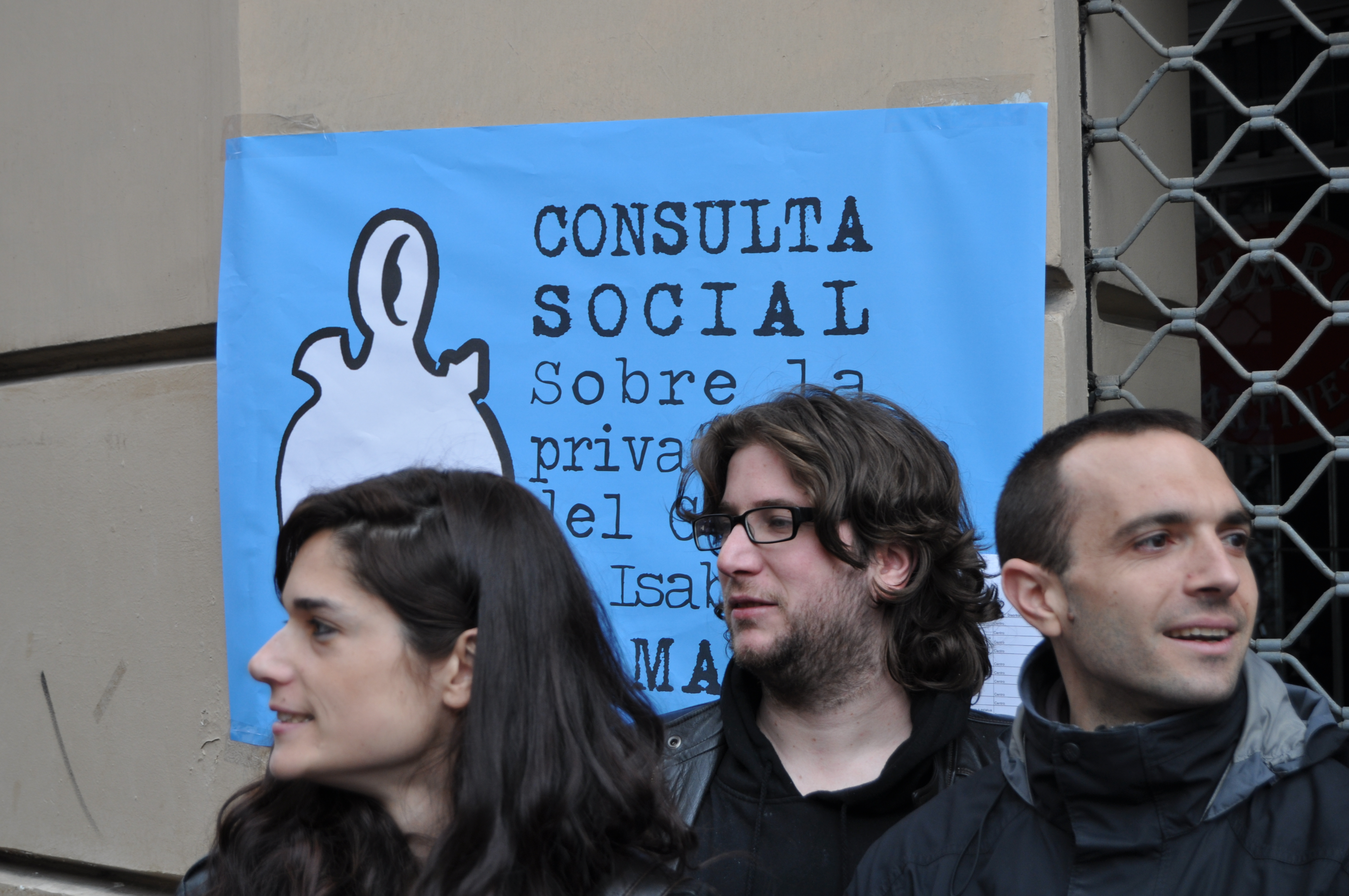
Acompañada de Miguel Urbán y Luis Alegre Zahonero en Madrid, abril de 2012, cuando los tres militaban en Izquierda Anticapitalista

Clara Serra participó durante sus años universitarios en los movimientos estudiantiles en defensa de la universidad pública y en el movimiento feminista. El feminismo ha sido para ella una materia de interés tanto político como teórico. Su tema de investigación ha sido siempre el de abordar las grandes cuestiones de la filosofía contemporánea, tanto el problema del sujeto como el problema de la soberanía, desde una perspectiva por la cual es imprescindible la teoría feminista. Impartió seminarios en la Facultad de Filosofía de la Universidad Complutense de Madrid en calidad de colaboradora honorífica en cursos tales como "La importancia política del cuerpo", coordinado por Luisa Posada Kubissa y con la colaboración de Rebeca Moreno Balaguer y Daniel Iraberri Pérez.
Fue nombrada en 2014 responsable estatal del área de Igualdad, Feminismos y Sexualidades de Podemos. Su pensamiento se apoya en autores como Michel Foucault, Ernesto Laclau o Judith Butler.
En el Consejo Ciudadano Estatal celebrado el 17 de diciembre de 2016 fue elegida para formar parte del equipo técnico encargado de dirigir Podemos hasta que la II Asamblea Ciudadana eligiera un nuevo Consejo Ciudadano, con Pablo Echenique a la cabeza. Posteriormente, fue elegida para formar parte del Consejo Ciudadano de Podemos en la segunda asamblea general del partido celebrada el 12 de febrero de 2017.
En febrero de 2019 abandonó Podemos para unirse a Más Madrid como número dos en la lista de la Comunidad de Madrid. Renunció a su escaño por diferencias con su partido el 7 de octubre de 2019.

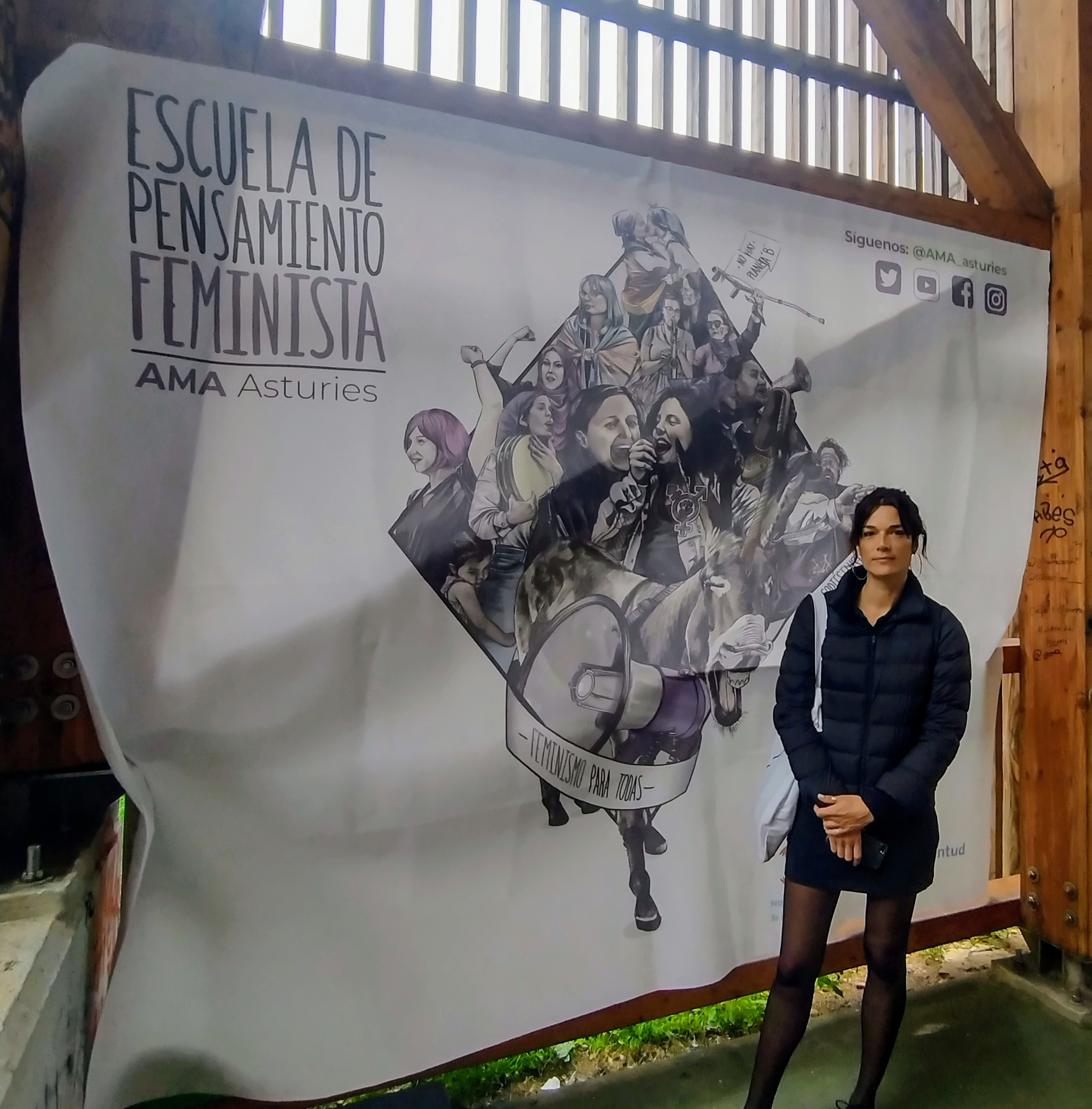
Clara Serra en la Escuela de Pensamiento Feminista de Gijón (AMA), julio de 2022

En 2020 volvió a la vida académica como investigadora en la Universidad de Barcelona centrándose en el tema del consentimiento en torno al que gira su tesis doctoral, en la construcción y representación de las identidades y en el estudio sobre la masculinidad. Colabora asiduamente con artículos de opinión en periódicos como El País o Eldiario.es, analizando aspectos de actualidad política y social vinculados con sus investigaciones.
Es defensora de un feminismo inclusivo, plural, que da valor al disenso y al diálogo entre las discrepancias. Un feminismo en alianza con otros movimientos sociales y que interpela a los hombres. En definitiva, Serra se alinea, reflexiona y promueve el denominado feminismo del 99 por ciento. En coherencia con ello, ha coordinado obras como Alianzas rebeldes, así como dirigido el podcast Los hombres de verdad tienen curvas.

## Obra
- Serra, Clara (2018). Leonas y zorras: estrategias políticas feministas. Catarata. ISBN 978-84-9097-440-7.[23]
- Serra, Clara (2019). Manual ultravioleta. Feminismo para mirar el mundo. Ediciones B. ISBN 978-84-666-6527-8.[24]
- Serra, Clara; Garaizábal, Cristina; Macaya, Laura, eds. (2021). Alianzas rebeldes. Un feminismo más allá de la identidad. Bellaterra. ISBN 978-84-18684-11-1.[19]
- Serra, Clara (2024). El sentido de consentir. Anagrama. ISBN 978-84-339-2205-2.